# 庫爾恰托夫區

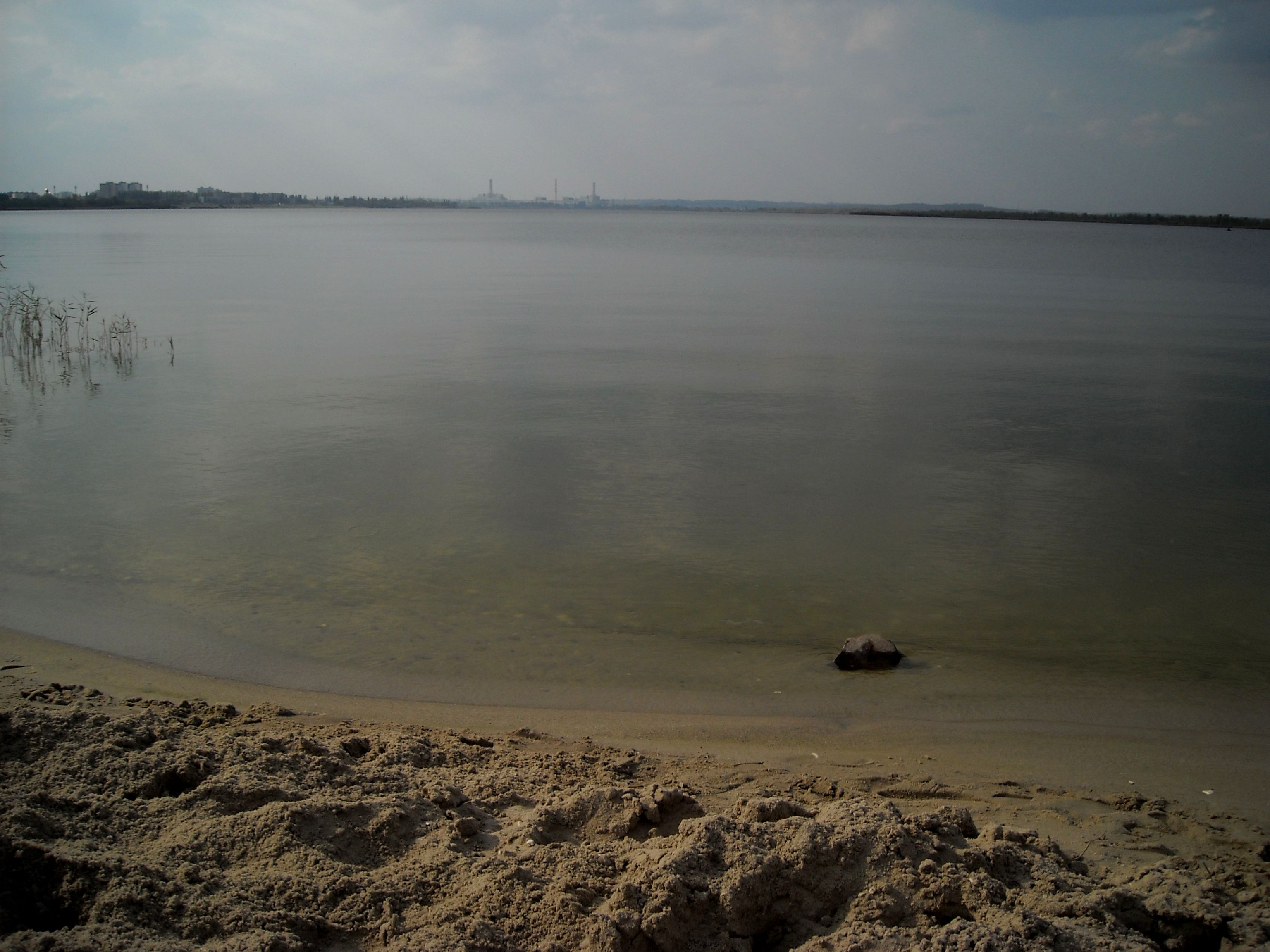

51°40′N 35°39′E / 51.667°N 35.650°E
庫爾恰托夫區（俄语：Курчатовский район），是俄羅斯的一個區，位於該國西部，由庫爾斯克州負責管轄，面積678平方公里，2010年人口18,021，人口密度每平方公里26.58人。行政中心为库尔恰托夫，库尔斯克核电站位于此地。